# El intruso (película de 1999)
El intruso es una película colombiana de 1999 que fue producida, escrita, dirigida y protagonizada por Guillermo Álvarez. La trama gira en torno a una pareja que se muda a un pequeño pueblo, donde son investigados después del descubrimiento del cuerpo sin vida del amante de la mujer.

## Reparto
- Luz Ángela Bermúdez - Lucila
- Germán Torres Rey - Rumaldo
- Guillermo Álvarez - Inspector de policía

## Premios

### Festival de Cine de Bogotá
- Mención de honor para Guillermo Álvarez
- Nominación al Círculo Precolombino por mejor película